# Colin Osborne
Colin Osborne (Middlesbrough, 19 juni 1975) is een Engelse darter. Hij komt uit in het circuit van de Professional Darts Corporation en is bijgenaamd Ozzy.
Zijn tv-debuut maakte hij tijdens de World Matchplay 2005. Hij verdiende zijn plaats in het hoofdtoernooi via de kwalificaties, waarin hij onder meer een nine-darter gooide.
Osborne bereikte de kwartfinale van Ladbrokes World Darts Championship 2007, na overwinningen op Kevin Painter (13), Wes Newton en Roland Scholten (4), waar hij met 5-4 werd verslagen door Andy Jenkins.
In juni 2007 verloor hij in de halve finale van het UK Open van Vincent van der Voort (10-11), na een zegereeks tegen onder andere Steve Maish, Michael van Gerwen en Mervyn King. Later drong hij de top 16 van de wereld binnen en haalde hij de finale van de uk open 2009 die hij verloor van Phil Taylor. Daarna won hij minder en zakte hij naar positie 35 in de ranking. Toch deed hij mee aan het PDC World Darts Championship 2014, omdat Filipijn Edward Santos niet kon komen door afwijzing van zijn visumaanvraag. In de voorronde versloeg hij de Deen Dennis Lindskjold, waarna hij in de eerste ronde met 3-0 van Brendan Dolan verloor.

## Resultaten op Wereldkampioenschappen

### PDC
- 2007: Kwartfinale (verloren van Andy Jenkins met 4-5)
- 2008: Laatste 64 (verloren van Erwin Extercatte met 1-3)
- 2009: Laatste 32 (verloren van Vincent van der Voort met 1-4)
- 2010: Laatste 64 (verloren van Simon Whitlock met 1-3)
- 2011: Laatste 16 (verloren van Raymond van Barneveld met 3-4)
- 2012: Laatste 64 (verloren van Michael van Gerwen met 1-3)
- 2013: Laatste 32 (verloren van Simon Whitlock met 0-4)
- 2014: Laatste 64 (verloren van Brendan Dolan met 0-3)

## Resultaten op de World Matchplay
- 2005: Laatste 32 (verloren van Ronnie Baxter met 5-10)
- 2007: Laatste 32 (verloren van Dennis Priestley met 5-10)
- 2008: Laatste 16 (verloren van Phil Taylor met 5-13)
- 2009: Laatste 32 (verloren van Steve Beaton met 7-10)
- 2010: Laatste 32 (verloren van Wayne Jones met 8-10)
- 2011: Laatste 32 (verloren van Paul Nicholson met 10-12)
- 2012: Laatste 32 (verloren van Mark Walsh met 8-10)